# IC 3085
IC 3085 је појединачна звијезда у сазвјежђу Дјевица која се налази на листи објеката дубоког неба у Индекс каталогу.
Деклинација објекта је + 9° 28' 11" а ректасцензија 12h 16m 26,0s.